# 高閏
高閏，字居正，號易庵，浙江山陰縣人，明朝政治人物，同進士出身。

## 生平
正統十年（1445年）乙丑科進士，天順元年（1457年）出使朝鮮，與朝鮮大臣唱和，成《丁丑皇華集》。官至刑部郎中。